# Кіт Тетяна Орестівна
Тетяна Орестівна Кіт (нар. 1 вересня 1994) — українська борчиня вільного стилю, бронзова призерка чемпіонату світу, дворазова срібна призерка чемпіонатів Європи, учасниця Олімпійських ігор.

## Життєпис
Боротьбою почала займатися з 2005 року у Калуській ДЮСШ Івано-Франківської області. Боротьбою спочатку почав займатися її старший брат, який в дитинстві був для неї взірцем, тож вона також записалася в секцію боротьби. Першим тренером був заслужений тренер Микола Пукіш. Після 8 класу поступила на навчання до Львівського училища фізичної культури. Згодом почала тренуватись у СДЮШОР «Спартаківець» (Львів). Тренери: Олег Сазонов, Орест Скобельський. З 2016 року тренером Тетяни є Заслужений майстер спорту України Андрій Стаднік. Представляє ФСТ «Спартак», Львів.
У 2009 році стала бронзовою призеркою чемпіонату Європи серед кадетів, а вже наступного року на цих же змаганнях святкувала перемогу. У 2014 році завоювала срібну медаль чемпіонату світу серед юніорів. Того ж року здобула бронзову нагороду на чемпіонаті світу серед студентів. Наступного 2015 року першого серйозного успіху досягла на міжнародних змаганнях на дорослому рівні, посівши третє місце на чемпіонаті світу. У 2016 стала віце-чемпіонкою Європи також на дорослому рівні. Двічі — у 2016 та 2017 роках ставала чемпіонкою Європи у віковій групі серед молоді. За перемогу на чемпіонаті Європи з вільної боротьби серед спортсменок віком серед молоді визнана найкращою спортсменкою Львівщини за підсумками квітня 2016 року. У 2017 році також здобула бронзову нагороду чемпіонату світу серед спортсменок віком серед молоді. 2019 вдруге стала віце-чемпіонкою Європи серед дорослих.
У 2021 році Тетяна Кіт отримала право виступити на токійській Олімпіаді завдяки ліцензії, здобутій у ваговій категорії до 57 кг, Аліною Грушиною у березні на Європейському олімпійському кваліфікаційному турнірі в Будапешті. В першому раунді на Олімпіаді без проблем, завдяки чистій перемозі кидком перемогла представницю Тунісу Сівар Бусетту і вийшла до чвертьфіналу. Там українська спортсменка зустрілась з чемпіонкою попередньої Олімпіади у вазі до 53 кг, американкою Гелен Маруліс, якій поступилась з рахунком 0:8. Цього разу американська спортсменка не змогла потрапити до фіналу, тож у Тетяни Кіт не було можливості поборотися навіть за олімпійську бронзу. У підсумку вона посіла восьме місце.

## Спортивні результати на міжнародних змаганнях

### Виступи на Олімпіадах
| Змагання                    | Збірна  | Вагова категорія          | Місце |
| --------------------------- | ------- | ------------------------- | ----- |
| Літні Олімпійські ігри 2020 | Україна | жіноча боротьба, до 57 кг | 8     |

### Виступи на Чемпіонатах світу
| Змагання                        | Збірна  | Вагова категорія          | Місце  |
| ------------------------------- | ------- | ------------------------- | ------ |
| Чемпіонат світу з боротьби 2015 | Україна | жіноча боротьба, до 55 кг | Бронза |
| Чемпіонат світу з боротьби 2016 | Україна | жіноча боротьба, до 55 кг | 7      |
| Чемпіонат світу з боротьби 2017 | Україна | жіноча боротьба, до 55 кг | 14     |
| Чемпіонат світу з боротьби 2018 | Україна | жіноча боротьба, до 55 кг | 10     |

### Виступи на Чемпіонатах Європи
| Змагання                         | Збірна  | Вагова категорія          | Місце  |
| -------------------------------- | ------- | ------------------------- | ------ |
| Чемпіонат Європи з боротьби 2016 | Україна | жіноча боротьба, до 55 кг | Срібло |
| Чемпіонат Європи з боротьби 2018 | Україна | жіноча боротьба, до 57 кг | 10     |
| Чемпіонат Європи з боротьби 2019 | Україна | жіноча боротьба, до 57 кг | Срібло |

### Виступи на Європейських іграх
| Змагання              | Збірна  | Вагова категорія          | Місце |
| --------------------- | ------- | ------------------------- | ----- |
| Європейські ігри 2015 | Україна | жіноча боротьба, до 55 кг | 5     |

### Виступи на Кубках світу
| Змагання                    | Збірна  | Вагова категорія          | Місце |
| --------------------------- | ------- | ------------------------- | ----- |
| Кубок світу з боротьби 2020 | Україна | жіноча боротьба, до 55 кг | 7     |

### Виступи на Чемпіонатах світу серед студентів
| Змагання                                        | Збірна  | Вагова категорія          | Місце  |
| ----------------------------------------------- | ------- | ------------------------- | ------ |
| Чемпіонат світу з боротьби серед студентів 2014 | Україна | жіноча боротьба, до 55 кг | Бронза |

### Виступи на інших змаганнях
| Змагання                                                      | Збірна  | Вагова категорія          | Місце  |
| ------------------------------------------------------------- | ------- | ------------------------- | ------ |
| Київський Міжнародний турнір з боротьби 2013                  | Україна | жіноча боротьба, до 55 кг | 13     |
| Турнір Дана Колова — Николи Петрова 2014                      | Україна | жіноча боротьба, до 55 кг | Бронза |
| Відкритий чемпіонат Польщі з вільної боротьби 2015            | Україна | жіноча боротьба, до 55 кг | 7      |
| Кубок Алроси 2015                                             | Україна | жіноча боротьба, до 55 кг | Срібло |
| Золотий Гран-прі з боротьби 2015                              | Україна | жіноча боротьба, до 55 кг | 9      |
| Pro Wrestling League 2015                                     | Україна | команда                   | Срібло |
| Київський Міжнародний турнір з боротьби 2016                  | Україна | жіноча боротьба, до 55 кг | Золото |
| Олімпійський кваліфікаційний турнір з боротьби 2016 (Стамбул) | Україна | жіноча боротьба, до 58 кг | Бронза |
| Відкритий чемпіонат Польщі з боротьби вільної 2016            | Україна | жіноча боротьба, до 55 кг | Золото |
| Золотий Гран-прі з боротьби 2016                              | Україна | жіноча боротьба, до 55 кг | Бронза |
| Київський Міжнародний турнір з боротьби 2017                  | Україна | жіноча боротьба, до 55 кг | Бронза |
| Відкритий чемпіонат Польщі з вільної боротьби 2017            | Україна | жіноча боротьба, до 55 кг | Золото |
| Klippan Lady Open 2018                                        | Україна | жіноча боротьба, до 57 кг | Срібло |
| Київський Міжнародний турнір з боротьби 2018                  | Україна | жіноча боротьба, до 57 кг | 10     |
| Відкритий чемпіонат Китаю з вільної боротьби 2018             | Україна | жіноча боротьба, до 57 кг | Бронза |
| Турнір Ібрагіма Мустафи 2018                                  | Україна | жіноча боротьба, до 57 кг | Бронза |
| Відкритий чемпіонат Польщі з вільної боротьби 2018            | Україна | жіноча боротьба, до 55 кг | Срібло |
| Турнір Дана Колова — Николи Петрова 2019                      | Україна | жіноча боротьба, до 57 кг | 7      |
| Київський Міжнародний турнір з боротьби 2019                  | Україна | жіноча боротьба, до 57 кг | Срібло |
| Турнір Яшара Догу 2019                                        | Україна | жіноча боротьба, до 57 кг | Срібло |
| Відкритий чемпіонат Польщі з вільної боротьби 2021            | Україна | жіноча боротьба, до 57 кг | Бронза |

### Виступи на змаганнях молодших вікових груп
| Змагання                                       | Збірна  | Вагова категорія          | Місце  |
| ---------------------------------------------- | ------- | ------------------------- | ------ |
| Чемпіонат Європи з боротьби серед кадетів 2009 | Україна | жіноча боротьба, до 49 кг | Бронза |
| Чемпіонат Європи з боротьби серед кадетів 2010 | Україна | жіноча боротьба, до 56 кг | Золото |
| Чемпіонат Європи з боротьби серед юніорів 2011 | Україна | жіноча боротьба, до 59 кг | 5      |
| Чемпіонат світу з боротьби серед юніорів 2011  | Україна | жіноча боротьба, до 55 кг | 23     |
| Чемпіонат світу з боротьби серед юніорів 2012  | Україна | жіноча боротьба, до 55 кг | 5      |
| Чемпіонат світу з боротьби серед юніорів 2013  | Україна | жіноча боротьба, до 59 кг | 12     |
| Чемпіонат Європи з боротьби серед юніорів 2014 | Україна | жіноча боротьба, до 55 кг | 5      |
| Чемпіонат світу з боротьби серед юніорів 2014  | Україна | жіноча боротьба, до 55 кг | Срібло |
| Чемпіонат Європи з боротьби серед молоді 2016  | Україна | жіноча боротьба, до 58 кг | Золото |
| Чемпіонат Європи з боротьби серед молоді 2017  | Україна | жіноча боротьба, до 58 кг | Золото |
| Чемпіонат світу з боротьби серед молоді 2017   | Україна | жіноча боротьба, до 58 кг | Бронза |